# 顾声雷
顾声雷，字震苍，号晋庄，江苏元和人，清乾隆年间官员，历任陕西石泉、兴平、咸宁、陇县等县知县，广东省惠州知府等职务。

## 生平
顾声雷是江苏元和（今属江苏省吴县）人，顾若曾从侄。清乾隆二十五年（1760年）庚辰恩科，顾声雷在科举乡试中取得第一名。乾隆三十一年（1766年）丙戌科，顾声雷在科举会试中取得“会魁”，殿试中为进士。乾隆三十六年（1771年），任陕西省石泉县知县。乾隆四十年（1775年），调任陕西省兴平县知县，曾修缮茂陵及霍去病墓。
乾隆四十一年（1776年），顾声雷鉴于兴平县城内槐花书院规模较小，设备简陋，书院费用不足，下令重修书院大门和围墙，扩建校舍，增置讲堂，又呈请上司用渭滩地地租增加学校费用，使书院初具规模，并将其改名为槐里书院。乾隆四十二年（1777年），陕西巡抚毕沅派员到陕西各县考察金石陵墓，编撰志书。顾声雷于是奉毕沅命令，同张万居、舍人张埙等人对兴平县旧志的内容进行精核充实，修改编撰为25卷的乾隆己亥年纂《兴平县志》。
乾隆四十五年（1780年），调任陕西省咸宁知县。乾隆四十七年（1782年），署理陕西省陇县知县。乾隆四十八年（1783年），升任西安府孝义川同知。乾隆五十年（1785年），调任广东省惠州知府，曾成功组织赈灾。乾隆五十一年（1786年），调任惠潮嘉道。乾隆五十三年（1788年），顾声雷主持重修东坡祠。

## 备注
1. ↑  十一至二十名稱為「會魁」